# 180.ª Brigada Mixta (Ejército Popular de la República)
La 180.ª Brigada Mixta fue una unidad del Ejército Popular de la República que combatió en la Guerra Civil Española.

## Historial
La unidad fue creada el 30 de abril de 1938 en el frente de Andalucía, siendo asignada a la 54.ª División del IX Cuerpo de Ejército. El mando recayó en el mayor de milicias Francisco Fervenza Fernández, veterano de la campaña del Norte.
El 12 de junio la brigada fue enviada junto al resto de la división al frente de Castellón, quedando destinada en la línea XYZ. El 21 de julio la 180.ª BM entró en combate, produciéndose una cruenta lucha con las fuerzas franquistas que avanzan hacia Valencia. El 720.º batallón se distinguiría especialmente durante estas operaciones. Tras el comienzo de la batalla del Ebro los combates remitieron. En agosto el mando de la brigada fue asumido por el mayor de milicias Manuel Chaves.
Durante el resto de la contienda no llegaría a tener un rol militar relevante.

## Mandos
Comandantes en Jefe
- Mayor de milicias Francisco Fervenza Fernández;
- Mayor de milicias Manuel Chaves;